# Edith Litwin
Edith Litwin (Buenos Aires, 1944 - 2010), fue una escritora y pedagoga argentina especializada en Ciencias de la Educación.

## Trayectoria
Fue licenciada en Ciencias de la Educación por la Universidad de Buenos Aires (1968), y doctora (1996) por la misma universidad, en la misma área. Fue profesora titular plenaria  en Tecnología Educativa del Departamento de Ciencias de la Educación de la Facultad de Filosofía y Letras de la Universidad de Buenos Aires, e investigadora del Instituto de Investigaciones en Ciencias de la Educación de la misma facultad.
Fue secretaria académica de la Universidad de Buenos Aires. 
Desde el año 1993, dirigió el programa de investigación "Una nueva agenda para la didáctica" en el Instituto de investigaciones en Ciencias de la Educación. Fue Consejera Directiva, entre otros cargos, como representante del claustro de profesores.
Fue Coordinadora General del Programa Nacional de Formación Docente del Ministerio de Educación. También se destacó como asesora, docente, evaluadora e investigadora de otras universidades nacionales y del extranjero (Instituto de Educación de la Universidad ORT Uruguay). Desde 2004 al 2010, fue directora de la publicación Cuadernos de Investigación Educativa del Instituto de Educación de la Universidad ORT Uruguay.
Fue Directora de la Maestría  y Carrera de Especialización en Tecnologías Educativas.
Fue vicedecana, Directora de la Maestría en Didáctica, Directora del Instituto de Investigaciones en Ciencias de la Educación y Directora del Departamento de Ciencias de la Educación en la Facultad de Filosofía y Letras. Creó y dirigió, entre 1986 y 1995, el Programa UBA XXI de educación a distancia.

## Principales trabajos publicados
- edith Litwin. 2008. El oficio de enseñar: condiciones y contextos. Editor Paidós. 226 pp. ISBN 950121513X

- ------------------. 2006. Configuraciones didácticas: una nueva agenda para la enseñanza superior. Volumen 126 de Paidós educador. 3ª edición	Paidós, 160 pp. ISBN 9501221261

- ------------------, carmen Palou de Maté, Mónica Calvet, érika Chrobak, marta Herrera, liliana Pastor, Mónica Sobrino. 2006. Evaluar la propia enseñanza. Los escenarios de la escuela media. Río Negro: Publifadecs. ISBN 987-604-023-5

- ------------------, Mariana Maggio, Marilina Lipsman (comps.) 2005. Tecnologías en las aulas. Las nuevas tecnologías en las prácticas de la enseñanza. Casos para el análisis. Amorrortu Editores, 205 pp. ISBN	9505188358

- ------------------. 2004. Tecnologías educativas en tiempos de Internet (comp.) Buenos Aires: Amorrortu. Compiladora de la publicación y autora de la presentación y del capítulo: “La tecnología educativa en el debate didáctico contemporáneo”. ISBN 950-518-833-1

- ------------------. 2001. Educação à distância: temas para o debate de uma nova agenda educativa. Editor Artmed, 110 pp. ISBN	8573078057

- ------------------. 2000. La educación a distancia: temas para el debate en una nueva agenda educativa. Colección Agenda educativa. Grandes Protagonistas de la Historia Argentina, Agenda educativa. Amorrortu Editores, 160 pp. ISBN 9505188196

- ------------------, marta Libedinsky. 1998. Tecnología educativa: política, historias, propuestas. Volumen 10 de Cuestiones de educación. Paidós Argentina. 296 pp. ISBN 9501261107

- marta Libedinsky, edith Litwin, ernani Rosa. 1997. Tecnologia educacional: política, histórias e propostas. Editor Artes Médicas, 191 pp. ISBN 8573072326

- edith Litwin. 1997. Las configuraciones didácticas: una nueva agenda para la enseñanza superior. Buenos Aires: Editorial Paidós

- ------------------, mariana Maggio, hebe Roig. 1994. Educación a distancia en los 90: desarrollos, problemas y perspectivas. Editor Facultad de Filosofía y Letras, Programa de Educacióna [i.e. Educación a] Distancia UBA XXI, Universidad de Buenos Aires, 283 pp. ISBN	9502901827

### Artículos en revistas con referato
- Editorial. En Revista del Instituto de Investigaciones en Ciencias de la Educación Año XV. N.º 24. Agosto de 2007. ISSN 0327-7763, pp. 1-2.

- El oficio del docente: desde la adopción de innovaciones hasta los desafíos de la inclusión de las nuevas tecnologías en las aulas. En Revista Tecnología y Comunicación Educativas. ILCE. Enero-junio de 2007. ISSN 0187-0785. pp. 16-27

- El currículo universitario: perspectivas teóricas y metodológicas para el análisis y el cambio. En Revista Educación y Pedagogía. Universidad de Antioquia. Facultad de Educación. Vol. XVIII. Número 46. ISSN 0121-7593

- Escenarios para el análisis de las tecnologías. Pátio Revista Pedagógica. Año XI. Noviembre 2007/enero 2008. n.º 44. ISSN 1518-305X, pp. 16-19.

- Presentación. En Revista Itinerarios Educativos. La Revista del Indi. Año 1. N.º 1. Universidad Nacional del Litoral. Santa Fe, Argentina. ISSN 1850-3853. 2006, pp. 7-8.

- “El oficio del docente y las nuevas tecnologías: Herramientas, apremios y experticias”. En Actas Pedagógicas de la Universidad de Palermo. Col. Educación. Año 1 – número 1. Febrero de 2006. ISSN 1669-8940. Facultad de Educación, Universidad de Palermo. Buenos Aires, Argentina. pp. 41-50

- "Aprender de la evaluación". En colaboración Litwin, Palou, Calvet, Herrera y Pastor. Revista Educación Lenguaje y Sociedad ISSN 1668-4753. Facultad de Ciencias Humanas Universidad Nacional de La Pampa Vol I n.º 1. General Pico. Diciembre de 2003. pp. 167-177

- "Prácticas con tecnologías". En Revista Praxis Educativa. Año 8 n.º VIII, marzo de 2004. Santa Rosa. ISSN 0328-9702. pp. 10 a 17

- "La didáctica tecnológica: un campo en construcción". En Alternativas. Serie: espacio pedagógico. Publicación Trimestral del LAE (Laboratorio de Alternativas Educativas). Año VII- n.º 26. San Luis Argentina. ISSN 0328-8064 pp. 191-200

- "Las nuevas tecnologías y las prácticas de la enseñanza en la universidad". En Revista del Instituto de Investigaciones en Ciencias de la Educación Año X N 19 de marzo de 2002. ISSN 0327-7763. pp. 22 a 26

- "El libro de texto en la escuela. Textos y lecturas". Reseña. En Lectura y Vida. Año 22 de diciembre de 2001. ISSN 0325-8637. pp. 55 y 56

- "Evaluar para enseñar en el salón de clase" en Actas Pedagógicas. Año II n.º 1 de octubre de 2001. Facultad de Ciencias de la Educación. Universidad Nacional del Comahue

- "Editorial". En Revista del Instituto de Investigaciones en Ciencias de la Educación Año X N 18 de agosto de 2001. ISSN 0327-7763

- "A educacáo em tempos de Internet". Revista Pátio. Revista pedagógica. Año V n.º 18 agosto/octubre 2001. Artmed editora. Porto Alegre. Brasil. ISSN 1518-305X

- "Editorial". En Revista del Instituto de Investigaciones en Ciencias de la Educación Año XI N 17 de diciembre de 2000. ISSN 0327-7763

- "Análisis de la reforma educativa en Argentina". Entrevista Revista Kikiriki n.º 59/60. Año XIV diciembre 2000/mayo 2001. Sevilla. ISSN 1133-0589

- "Editorial". En Revista del Instituto de Investigaciones en Ciencias de la Educación Año VIII N 16 de julio de 2000. ISSN 0327-7763

- "Editorial". En Revista del Instituto de Investigaciones en Ciencias de la Educación Año VIII N 15 de diciembre de 1999. ISSN 0327-7763

### Reportajes en vídeo
- Experiencias docentes en el uso de la tecnología en la escuela - Entrevista 5 de febrero de 2011

## Honores
- Presidenta del I Congreso Internacional de Pedagogía Universitaria

Miembro
- Honoraria de la Red Universitaria de Educación a Distancia. 16 de junio de 1995
- I y II Congreso Internacional de Educación
- Primer y Segundo Seminario Internacional de Educación a Distancia
- fundadora y coordinadora de la Red Universitaria de Educación a Distancia de Argentina (RUEDA)
- coordinadora del Nodo Argentino de la Red Latinoamericana de Educación a Distancia (REDLAED)

### Títulos y órdenes
Recibió seis títulos Honoris causa por sus trabajos: en 1992, de la Universidad de Buenos Aires; en 1995, de la UERJ; en 1999, de la Universidad Nacional de Córdoba (Argentina); en 2000, de la Universidad Nacional de Rosario (Argentina), y, en 2003, de las Universidades del Comahue (Argentina) y de Atenas (Grecia).
- 2006: Premio Konex

Miembro Correspondiente de la Academia de Ciencias Sociales de Mendoza. Libro de Actas n.º 81 del 1 de abril de 2004
- Reconocimiento a la Trayectoria profesional. Escuela Normal Superior n.º 1 en Lenguas Vivas "Presidente Roque Sáenz Peña". Buenos Aires. Octubre de 2003

- Premio Juntos Educar 2002 a la trayectoria y aporte a la educación. Vicaría Episcopal de Educación. Arzobispado de Buenos Aires. 11 de septiembre de 2002

- Premio: Mención de Honor. Libro: "Las configuraciones didácticas. Una nueva agenda para la enseñanza superior". Editorial Paidós. 1997. IX Jornadas Internacionales de Educación. 15 de abril de 1999

- Jurado del Premio Nacional de Ensayo Académico Alberto Lleras Camargo Año 2002. Educación Superior con Calidad y Equidad Social. ICFES. Colombia

Videos
- 21 de marzo de 2011: la cátedra de Tecnología Educativa de la Facultad de Filosofía y Letras de la Universidad de Buenos Aires realizó un homenaje a su maestra y profesora titular Plenaria, Dra. Edith Litwin, en ocasión del inicio de clases de la materia Fundamentos de Tecnología Educativa. Producido por: Foro 21